# مارفين ويليامز
مارفين ويليامز (بالإنجليزية: Marvin Williams)‏ مواليد 19 يونيو 1986، هو لاعب كرة سلة أمريكي يلعب مع فريق شارلوت هورنتس في الرابطة الوطنية لكرة السلة ويحمل الرقم 2. يبلغ طوله 6 قدم 9 بوصة (2.1 م).

## فرق لعب لها
- أتلانتا هوكس
- يوتاه جاز
- شارلوت هورنتس

## روابط خارجية
- مارفين ويليامز على موقع إن بي أي (الإنجليزية)
- مارفين ويليامز على موقع سبورتس رفرنس (الإنجليزية)
- مارفين ويليامز على موقع كرة السلة الأوروبية.كوم (الإنجليزية)
- مارفين ويليامز على موقع إي إس بي إن.كوم (الإنجليزية)
- مارفين ويليامز على موقع كلية كرة السلة في سبورتس رفرنس.كوم (الإنجليزية)
- مارفين ويليامز على موقع ريلجم (الإنجليزية)
- مارفين ويليامز على موقع بروبوليرز (الإنجليزية)